# Stylura
Stylura is een geslacht van vlinders van de familie bloeddrupjes (Zygaenidae), uit de onderfamilie Procridinae.

## Soorten
- S. brasiliensis De Costa Lima, 1925
- S. forficula (Herrich-Schäffer, 1855)